# Relaciones Países Bajos-Uruguay
Las relaciones Países Bajos-Uruguay son las relaciones exteriores entre la Países Bajos y Uruguay. Los Países Bajos están acreditados en Uruguay desde su embajada en Buenos Aires, Argentina y el consulado honorario en Montevideo. Uruguay tiene una embajada en La Haya.
Hay un pequeño número de inmigrantes holandeses en Uruguay. En las últimas décadas del siglo XX, algunos uruguayos emigraron a los Países Bajos.
Ambos países han suscrito una serie de acuerdos bilaterales:
- Acuerdo para la promoción y protección de la inversión (1988)
- Intercambio de información fiscal (2013)

Holanda es un destino importante para las exportaciones uruguayas.